# Allomorphia
Allomorphia es un género con 48 especies de plantas con flores pertenecientes a la familia Melastomataceae. Es originario del Sudeste de Asia.Comprende 16 especies descritas y de estas, solo 6 aceptadas.

## Taxonomía
El género fue descrito por Carl Ludwig Blume y publicado en Flora 14: 522 en el año 1831.

## Especies aceptadas
A continuación se brinda un listado de las especies del género Allomorphia aceptadas hasta febrero de 2013, ordenadas alfabéticamente. Para cada una se indica el nombre binomial seguido del autor, abreviado según las convenciones y usos:
- Allomorphia balansae Cogn.
- Allomorphia baviensis Guillaumin
- Allomorphia curtisii (King) Ridl.
- Allomorphia howellii (Jeffrey & W.W. Sm.) Diels
- Allomorphia setosa Craib
- Allomorphia urophylla Diels